# Citharexylum
Genre
Classification APG III (2009)
Citharexylum est un genre de plantes à fleurs de la famille des Verbenaceae et originaires des Amériques, appelées cotelets en français.

## Liste d'espèces
Selon World Checklist of Selected Plant Families (WCSP) (17 nov. 2011) :
- Citharexylum affine D.Don (1831)
- Citharexylum alainii Moldenke (1969)
- Citharexylum albicaule Turcz. (1863)
- Citharexylum altamiranum Greenm., Publ. Field Columb. Mus. (1907)
- Citharexylum ambiguum Moldenke (1934)
- Citharexylum andinum Moldenke (1934)
- Citharexylum argutedentatum Moldenke (1934)
- Citharexylum berlandieri S.Watson (1891)
- Citharexylum bourgeauanum Greenm., Publ. Field Columb. Mus. (1907)
- Citharexylum brachyanthum (A.Gray ex Hemsl.) A.Gray, Syn. Fl. N. Amer., ed. 2 (1886)
- Citharexylum bullatum Moldenke (1973)
- Citharexylum calvum Moldenke (1984)
- Citharexylum caudatum L. (1763)
- Citharexylum chartaceum Moldenke (1934)
- Citharexylum cooperi Standl. (1927)
- Citharexylum costaricense Moldenke (1934)
- Citharexylum crassifolium Greenm., Publ. Field Columb. Mus. (1907)
- Citharexylum danirae León de la Luz & F.Chiang (2004)
- Citharexylum decorum Moldenke (1934)
- Citharexylum dentatum D.Don (1831)
- Citharexylum discolor Turcz. (1863)
- Citharexylum donnell-smithii Greenm., Publ. Field Columb. Mus. (1907)
- Citharexylum dryanderae Moldenke (1941)
- Citharexylum ekmanii Moldenke (1940)
- Citharexylum ellipticum Moc. & Sessé ex D.Don (1831)
- Citharexylum endlichii Moldenke (1934)
- Citharexylum flabellifolium S.Watson (1889)
- Citharexylum flexuosum (Ruiz & Pav.) D.Don (1831)
- Citharexylum fulgidum Moldenke (1934)
- Citharexylum gentryi Moldenke (1977)
- Citharexylum glabrum (S.Watson) Greenm. (1897)
- Citharexylum glaziovii Moldenke (1934)
- Citharexylum grandiflorum Aymard & Rueda (1997)
- Citharexylum guatemalense (Moldenke) D.N.Gibson, Fieldiana (1970)
- Citharexylum herrerae Mansf. (1925)
- Citharexylum hexangulare Greenm., Publ. Field Columb. Mus. (1907)
- Citharexylum hidalgense Moldenke (1940)
- Citharexylum hintonii Moldenke (1934)
- Citharexylum hirtellum Standl., Publ. Field Columb. Mus. (1929)
- Citharexylum ilicifolium Kunth (1818)
- Citharexylum iltisii Moldenke (1969)
- Citharexylum integerrimum (Kuntze) Moldenke (1933)
- Citharexylum × jamaicense Moldenke (1958)
- Citharexylum joergensenii (Lillo) Moldenke (1940)
- Citharexylum karstenii Moldenke (1934)
- Citharexylum kerberi Greenm., Publ. Field Columb. Mus. (1907)
- Citharexylum kobuskianum Moldenke (1940)
- Citharexylum krukovii Moldenke (1934)
- Citharexylum kunthianum Moldenke (1941)
- Citharexylum laetum Hiern (1878)
- Citharexylum laurifolium Hayek (1908)
- Citharexylum lemsii Moldenke (1969)
- Citharexylum × leonis Moldenke (1975)
- Citharexylum ligustrifolium (Thur. ex Decne.) Van Houtte (1887)
- Citharexylum lojense Moldenke (1976)
- Citharexylum lucidum Cham. & Schltdl. (1830)
- Citharexylum lycioides D.Don (1831)
- Citharexylum macradenium Greenm., Publ. Field Columb. Mus. (1907)
- Citharexylum macrochlamys Pittier (1917)
- Citharexylum macrophyllum Poir. (1811)
- Citharexylum matheanum Borhidi & Kereszty (1981)
- Citharexylum matudae Moldenke (1963)
- Citharexylum mexicanum Moldenke (1934)
- Citharexylum microphyllum (DC.) O.E.Schulz (1909)
- Citharexylum mirifolium Moldenke (1934)
- Citharexylum mocinoi D.Don (1831)
- Citharexylum montanum Moldenke (1934)
- Citharexylum montevidense (Spreng.) Moldenke (1933)
- Citharexylum mucronatum P.Fourn. & Moldenke (1934)
- Citharexylum myrianthum Cham. (1832)
- Citharexylum obtusifolium Kuhlm. (1936)
- Citharexylum oleinum (Benth. ex Lindl.) Moldenke (1937)
- Citharexylum ovatifolium Greenm. (1897)
- Citharexylum pachyphyllum Moldenke (1934)
- Citharexylum pernambucense Moldenke (1940)
- Citharexylum poeppigii Walp. (1845)
- Citharexylum punctatum Greenm., Publ. Field Columb. Mus. (1907)
- Citharexylum quercifolium Hayek (1908)
- Citharexylum quitense Spreng. (1825)
- Citharexylum racemosum Sessé & Moc. (1889)
- Citharexylum recurvatum Greenm., Publ. Field Columb. Mus. (1907)
- Citharexylum reticulatum Kunth (1818)
- Citharexylum rigidum (Briq.) Moldenke (1933)
- Citharexylum rimbachii Moldenke (1940)
- Citharexylum rosei Greenm., Publ. Field Columb. Mus. (1907)
- Citharexylum roxanae Moldenke (1961)
- Citharexylum scabrum Moc. & Sessé ex D.Don (1831)
- Citharexylum schottii Greenm., Publ. Field Columb. Mus. (1907)
- Citharexylum schulzii Urb. & Ekman (1929)
- Citharexylum sessaei D.Don (1831)
- Citharexylum shrevei Moldenke (1940)
- Citharexylum solanaceum Cham. (1832)
- Citharexylum spinosum L. (1753)
- Citharexylum standleyi Moldenke (1934)
- Citharexylum stenophyllum Urb. & Ekman (1929)
- Citharexylum steyermarkii Moldenke (1941)
- Citharexylum suberosum Loes. ex Moldenke (1959)
- Citharexylum subflavescens S.F.Blake (1922)
- Citharexylum subthyrsoideum Pittier (1923)
- Citharexylum subtruncatum Moldenke (1934)
- Citharexylum sulcatum Moldenke (1934)
- Citharexylum svensonii Moldenke (1942)
- Citharexylum teclense Standl., Publ. Field Columb. Mus. (1930)
- Citharexylum ternatum Moldenke (1934)
- Citharexylum tetramerum Brandegee (1909)
- Citharexylum tristachyum Turcz. (1863)
- Citharexylum ulei Moldenke (1934)
- Citharexylum vallense Moldenke (1941)
- Citharexylum venezuelense Moldenke (1934)
- Citharexylum viride Moldenke (1934)
- Citharexylum weberbaueri Hayek (1908)